# Elliptera illini
Elliptera illini är en tvåvingeart som beskrevs av Alexander 1920. Elliptera illini ingår i släktet Elliptera och familjen småharkrankar. Inga underarter finns listade i Catalogue of Life.